# 謝家榮 (足球運動員)
謝家榮（Tse Ka Wing，1999年9月4日－），生於香港，香港足球運動員，司職守門員，現時效力香港超級聯賽球會大埔。香港足球代表隊成員。

## 早年生活
謝家榮生於香港，自小隨爸爸在街場與足球為伍在青苗時是擔任前鋒及中場，到小學五年級時試過一次擔任守門員後就覺得在這位置得心應手於是便轉做門將，更在大埔幼苗中認識到張景驊，並經他介紹在12歲時加入晨曦青年隊，於2012年加入車路士足校學校 (香港)跟隨岑國培主教練所帶領的精英隊征戰多個級別的香港足總青少年聯賽，期間亦有隨隊參加西班牙地中海盃，以及到各地集訓，並且因為協助球隊取得優異成績，自小開始晉身成為香港代表隊的一份子，可惜他於讀書時代表母校孔教學院何郭佩珍中學於學界足球賽，只能奪得到第四名。
他於2014年4月24日隨橫濱U15出戰曼聯超級盃大中華區結果分組得第3名，雖然球會雖然未能出線但他與林樂勤則憑優異表現而賽事最佳15人陣容亦吸引到中超球會山東魯能的總監更親自到其酒店游說兩人留下來跟操，其後兩人又隨隊到巴西聖保羅集訓兩周最後都拒絕了加盟山東魯能的機會。

## 球會生涯
在2016年3月初，謝家榮與林樂勤到英超應屆冠軍球隊李斯特城試腳但感到升上一隊難度高，最終兩人選擇了重視年輕球員的英甲球會貝利經過約6星期試腳後獲貝利垂青為兩人開出學徒合約，而兩人將在六月回貝利報到以準備在16/17球季開始替貝利青年隊出戰青年聯賽，但由於兩人遲遲未能辦理工作證無緣在青年聯賽登場，他們在未有工作證下只可以當觀眾只曾在熱身賽偶爾披甲，而貝利承諾會出工資予給他們前提是申請到工作證，因此那時謝家榮與林樂勤要在曼徹斯特自費租屋無了期在等工作證時又不停支出生活費。
其中當地的青年軍教練已對謝家榮讚不絕口，那時青年軍6場友賽他都是擔任正選，而當時他已與貝利一隊訓練，如非沒有工作證貝利青年隊主教練指球會其實是想留下他，更肯定地說他有能力征戰英甲，他們選擇回流香港競逐港超聯賽並先後獲理文流浪及香港飛馬給予機會試訓，最終謝家榮在試腳後，其能力獲教練團認可視為可造之材，而他考慮到未來的出場機會及車路士足校學校 (香港)建議後，於2017年1月27日選擇加盟理文流浪，成為第3位登陸職業聯賽的車路士足校學校 (香港)學員，並在5月6日以3–0擊敗R&F富力的聯賽後備入替職業生涯首次亮相。完季後謝家榮經守門員教練鄭皓文介紹加盟新成立的港超聯球隊夢想FC，並在以1–1賽和和富大埔的首場聯賽，職業生涯首次正選登場。
2019年7月9日，富力R&F宣布謝家榮正式加盟球隊。
2021年2月6日，港超聯球隊愉園宣布謝家榮正式加盟。
2022/23球季，謝家榮加盟港超聯球會和富大埔。加盟初期時，謝家榮多數出任後備，只於個別比賽有機會上陣，及至下半季終於搶贏正選席位。2023/24球季，曾帶領大埔奪得港超冠軍的李志堅回巢執教，謝家榮在他麾下獲重用，2023年10月時職業生涯首次獲選聯賽每月最有價值球員，更於2024年2月再下一城，並帶領大埔奪得聯賽第二名，季尾更首度入選香港足球明星十一人。
2024/25球季，謝家榮為大埔奪得港超聯冠軍及獲得該球季的金手套獎其中之一。

## 國際賽生涯
在2014年10月，謝家榮代表香港U16代表隊首次勇闖亞少盃決賽周，但在決賽週分組賽事中，抽下籤與日本和澳洲和中國同處死亡B組，他三場分組賽皆正選登場，最終三戰皆以0–2落敗宣告無緣晉級，而有份出戰賽事的成員，獲外界視為「黃金一代」，到2017年11月5日，年僅18歲的謝家榮首度入選香港代表隊出戰巴林和黎巴嫩國家隊的決選名單，並獲香港隊主教練金判坤對他有很高的期望，更指他在早年擔任香港足總青訓教練時已留意到謝家榮，因為99年出生的他已爭贏98年出生的球員任正選，並一直深信該球員有潛力在未來挑戰前輩葉鴻輝，他在2017年12月獲香港隊徵召首度出戰第40屆省港盃，雖然他在兩回合都沒有上陣，但結果香港互射12碼以4–2擊敗廣東，重奪失落五年的省港盃冠軍。
2021年10月底，香港U23代表隊赴日參加2022年亞足聯U-23亞洲盃外圍賽期間，近半隊球員賽後違反隔離指引，外出買酒兼醉酒鬧事。回港後謝家榮一度否認涉事，唯足總紀律委員會調查後決定禁止謝家榮受徵召入選香港代表隊資格一年及罰款港幣六千元，原因是違反亞洲足協U23亞洲盃外圍賽分組賽日本賽區之防疫措施及相關指引及嚴重違反代表隊球員的行為與道德守則。該罰則是涉事隊員中最重的。
2023年6月15日，港隊於國際友誼賽以0：1不敵越南，謝家榮首次為大港腳於國際A級賽上陣。
2023年9月，謝家榮入選杭州亞運中國香港足球代表隊。港隊以第4名完成亞運之旅，是香港參加亞運歷來最佳成績。
2023年12月，謝家榮入選香港足球代表隊出戰亞洲盃的決選名單。他於最後一場小組賽正選上陣。

## 榮譽

### 球會
大埔
- 香港超級聯賽冠軍（2024–2025季度）

### 國家隊
香港
- 省港盃：2018、2019；亞軍：2024

### 其他
港聯
- 賀歲盃冠軍：2018

### 個人
- 港超每月最有價值球員：2023年10月、2024年2月
- 香港足球明星選舉 明星十一人（2023–24季度）

## 外部連結
- HKFA資料（页面存档备份，存于）